# The Galloping Ghost
Fantasmino, o fantasma galopante (The Galoping ghost, no original, em inglês) é um desenho com produção Hanna-Barbera. Estreou em 1979 e passava em conjunto com Arquivo Cãofidencial.
Fantasmino (Nugget Nose) é um fantasma, guardião de uma mina, que encontra aventura ao cavalgar seu cavalo invisível e também é guardião de Rita e Suzana (Wendy), duas vaqueiras que trabalham em um rancho, cujo proprietário é o Sr. Fofo (Fenwick Fuddy). Fantasmino sempre está brigando com o Sr. Fofo e se delicia em irritá-lo, deixando-o de mau humor. Quando as garotas estão com problemas, elas sempre podem contar com Fantasmino.

## Episódios[1]
nomes originais (em inglês)
1. Phantom of the Horse Opera
2. Too Many Crooks
3. Sagebrush Sergeant
4. Bad News Bear
5. Robot Roundup
6. Pests in the West
7. Rock Star Nuggie
8. Frontier Fortune Teller
9. I Want My Mummy
10. Mr. Sunshine's Eclipse
11. Klondike Kate
12. A Ghost of a Chance
13. Elmo the Great

## Dubladores[2]

### Nos Estados Unidos
- Fantasmino: Frank Welker
- Rita: Patricia Parris
- Suzana: Marilyn Schreffler
- Sr. Fofo: Hal Peary

### No Brasil
- Fantasmino: Mário Monjardim
- Rita: Adalmária Mesquita
- Suzana: Edna Mayo
- Sr. Fofo: Orlando Drummond

## Outras aparições
- Yogi's Space Race